# Nectandra angusta
Nectandra angusta är en lagerväxtart som beskrevs av J.G. Rohwer. Nectandra angusta ingår i släktet Nectandra och familjen lagerväxter. Inga underarter finns listade i Catalogue of Life.